# Fate
Fate je žensko osebno ime.

## Izvor imena
Ime Fate ozvira iz muslimanskega ženskega imena Fatima.

## Pogostost imena
Po podatkih Statističnega urada Republike Slovenije je bilo na dan 31. decembra v Sloveniji 34 oseb z imenom Fate.